# Chamoisé des glaciers
Oeneis glacialis
Espèce
Statut de conservation UICN

 LC  : Préoccupation mineure

Le Chamoisé des glaciers (Oeneis glacialis) est une espèce de lépidoptères (papillons) de la famille des Nymphalidae et de la sous-famille des Satyrinae. Elle est endémique des Alpes.

## Noms vernaculaires
- En français : le Chamoisé des glaciers, le Chamoisé alpin, ou plus rarement le Satyre Aëllo, la Harpie ou le Satyridé des glaciers[1].
- En anglais : Alpine grayling[2].
- En allemand : Gletscherfalter[2].

## Morphologie
L'imago d’Oeneis glacialis est un papillon de taille moyenne qui se pose généralement les ailes fermées, montrant principalement le revers de ses ailes postérieures, qui est orné de marbrures noires et beiges avec des nervures blanches.
Le revers des ailes antérieures est beige avec un ocelle apical noir pupillé de blanc, et un deuxième ocelle tornal souvent masqué par l'aile postérieure.
Le dessus des ailes est marron clair avec une bande postdiscale plus orangée, qui contient les deux mêmes ocelles noirs pupillés de blanc sur chaque aile antérieure, et un ou deux autres à l'aile postérieure. 

## Biologie
Les imagos volent entre début juin et la mi-août selon l'altitude.
La plante hôte des chenilles est Festuca ovina,.

## Distribution et biotopes
Oeneis glacialis est endémique des Alpes ; il est recensé en France (Haute-Savoie, Savoie, Isère, Drôme, Hautes-Alpes, Alpes-de-Haute-Provence et Alpes-Maritimes), en Suisse, en Italie, en Allemagne (Bavière) et en Autriche.
On le rencontre à des altitudes comprises entre 1 400 et 3 000 mètres.

## Systématique
L'espèce actuellement appelée Oeneis glacialis a été décrite par le naturaliste autrichien Karl von Moll (en) en 1785, sous le nom initial de Papilio glacialis.
Un synonyme est Papilio aello Hübner, 1804.

## Protection
L'espèce n'a pas de statut de protection particulier en France.